# Anton (Texas)
Anton város az Amerikai Egyesült Államok Texas államában, Hockley megyében. Lakosainak száma 907 fő (2020. április 1.).

## Népesség
A település népességének változása:

| 2010 | 1 126 |
| 2020 | 907   |